# کائینلیکوو
کائینلیکوو (انگلیسی: Kainlykovo) یک شهرک در شهرستان بورایفسکی باشقیرستان کشور روسیه است.